# Homeland (4.ª temporada)
A quarta temporada da série de televisão norte-americana Homeland estreou em 5 de outubro de 2014 no Showtime e terminou em 21 de dezembro de 2014, composta por 12 episódios. É vagamente baseada na série de televisão israelense Hatufim, criada por Gideon Raff e desenvolvida para a televisão norte-americana por Howard Gordon e Alex Gansa.

## Elenco

### Principal
- Claire Danes como Carrie Mathison, uma oficial de operações da CIA designada para o Centro Contraterrorista.
- Rupert Friend como Peter Quinn, um agente de operações especiais da CIA.
- Nazanin Boniadi como Fara Sherazi, analista financeira da CIA de origem persa.
- Laila Robins como Martha Boyd, embaixadora dos Estados Unidos no Paquistão.
- Tracy Letts como Andrew Lockhart, novo diretor da CIA.
- Mandy Patinkin como Saul Berenson, antigo chefe e mentor de Carrie, que agora trabalha no setor privado.

### Recorrente e convidados
- F. Murray Abraham como Dar Adal, um especialista em operações especiais aposentado.
- Sarita Choudhury como Mira Berenson, esposa de Saul.
- Mark Moses como Dennis Boyd, marido de Martha e professor de Ciência Política em Islamabad.
- Suraj Sharma como Aayan Ibrahim, estudante de Medicina paquistanês.
- Maury Sterling como Max Piotrowski, especialista em vigilância.
- Amy Hargreaves como Maggie Mathison, irmã de Carrie.
- Nina Hoss como Astrid, antiga amante de Quinn que trabalha na Embaixada alemã.
- Art Malik como Bunran Latif, um general da reserva paquistanês.
- Nimrat Kaur como Tasneem Qureishi, um membro da Inter-Services Intelligence.
- Numan Acar como Haissam Haqqani, um alvo de alta prioridade e líder do Talibã.
- Raza Jaffrey como Coronel Aasar Khan, chefe de contrainteligência da ISI.
- Michael O'Keefe como John Redmond, vice chefe da estação da CIA em Islamabad.
- Corey Stoll como Sandy Bachman, chefe de estação da CIA em Islamabad.

## Episódios
| N.º na série | N.º na temp. | Título                                    | Dirigido por                     | Escrito por                       | Exibição original      | Cód. de produção | Audiência nos EUA (milhões) |
| --- | ------------ | ----------------------------------------- | -------------------------------- | --------------------------------- | ---------------------- | ---------------- | --------------------------- |
| 37 38 | 1 2          | "The Drone Queen" "Trylon and Perisphere" | Lesli Linka Glatter Keith Gordon | Alex Gansa Chip Johannessen       | 5 de outubro de 2014   | 4WAH01 4WAH02    | 1.61                        |
| Chefe de estação em Cabul, Carrie recebe de Sandy Bachman o paradeiro de Haqqani, um terrorista procurado e autoriza um ataque de drone. Surge um vídeo mostrando que no local ocorria um casamento. Carrie vai para Islamabad, encontra Quinn e descobrem que Sandy é acusado como responsável pelo ataque. Eles são atacados por populares. Carrie e Quinn retornam a Washington e Lockhart a retira de seu posto após o fracasso da missão. Maggie estimula Carrie a interagir com Frannie, mas ela está desconfortável. Quinn sai do controle e acaba preso. Um ex-agente revela os motivos de seu afastamento de Islamabad e Carrie consegue seu cargo de volta, agora no Paquistão. |              |                                           |                                  |                                   |                        |                  |                             |
| 39 | 3            | "Shalwar Kameez"                          | Lesli Linka Glatter              | Alexander Cary                    | 12 de outubro de 2014  | 4WAH03           | 1.22                        |
| Fara não consegue estabelecer contato com Aayan, sobrinho de Haqqani, e Carrie entra em ação. Ela consegue firmar uma relação com ele, prometendo proteção e dinheiro. Quinn assiste vídeos amadores da morte de Sandy e nota um suspeito em meio a multidão. Ele liga para Carrie, que pede ajuda em Islamabad por não ter agentes de confiança. |              |                                           |                                  |                                   |                        |                  |                             |
| 40 | 4            | "Iron in the Fire"                        | Michael Offer                    | Patrick Harbinson                 | 19 de outubro de 2014  | 4WAH04           | 1.35                        |
| Aayan pede dinheiro a Carrie, mas não diz para que vai usar. Fara e Max seguem ele e descobrem que o dinheiro é para comprar remédios a Haqqani, que está vivo. O marido da embaixadora é chantageado por Tasneem, uma agente do ISI. Aayan volta para o escritório esperando ser levado a Londres. Carrie o seduz e eles passam a noite juntos. |              |                                           |                                  |                                   |                        |                  |                             |
| 41 | 5            | "About a Boy"                             | Charlotte Sieling                | Meredith Stiehm                   | 26 de outubro de 2014  | 4WAH05           | 1.52                        |
| Aayan resolve deixar o esconderijo, mas Carrie o convence a ficar. Saul vê Farhad no aeroporto e é atacado por outros dois homens. Carrie se abre para Aayan contando sobre sua filha e Brody. Fara e Quinn seguem um clérigo próximo a Haqqani. Dennis invade o apartamento de Carrie. Mais tarde, Aayan confessa a ela que seu tio está vivo. |              |                                           |                                  |                                   |                        |                  |                             |
| 42 | 6            | "From A to B and Back Again"              | Lesli Linka Glatter              | Chip Johannessen                  | 2 de novembro de 2014  | 4WAH06           | 1.54                        |
| Carrie entrega um passaporte a Aayan. O esconderijo é atacado e ela é levada, num plano para fazer Aayan buscar refúgio junto a Haqqani. Ele vai a um local isolado e espera pelo tio, que chega com Saul refém e revela ser uma armadilha da CIA. Haqqani agradece Aayan pelos remédios e atira na cabeça dele, deixando Carrie descontrolada. |              |                                           |                                  |                                   |                        |                  |                             |
| 43 | 7            | "Redux"                                   | Carl Franklin                    | Alexander Cary                    | 9 de novembro de 2014  | 4WAH07           | 1.55                        |
| Lockhart chega para negociar o retorno de Saul. Haqqani visita sua família com Saul servindo como "escudo humano". Tasneem pega pílulas numa farmácia e entrega a Dennis, que troca a clozapina de Carrie. Ela fica paranoica e tem alucinações, sendo presa e entregue numa casa onde encontra Brody, que revela ser o Coronel Khan da ISI. |              |                                           |                                  |                                   |                        |                  |                             |
| 44 | 8            | "Halfway to a Donut"                      | Alex Graves                      | Chip Johannessen                  | 16 de novembro de 2014 | 4WAH08           | 1.66                        |
| Carrie acorda na casa de Khan sem lembranças da noite anterior. Haqqani anuncia uma lista de prisioneiros em troca de Saul. Khan nota Dennis e Tasneem conversando na embaixada. Saul foge e liga para Carrie, que tenta enviar uma equipe de extração sem sucesso. Ele cogita suicídio, mas ela diz que há uma saída e deixa o Talibã recapturá-lo. |              |                                           |                                  |                                   |                        |                  |                             |
| 45 | 9            | "There's Something Else Going On"         | Seith Mann                       | Patrick Harbinson                 | 23 de novembro de 2014 | 4WAH09           | 1.77                        |
| Carrie interroga Dennis sobre sua ajuda ao ISI, mas ele nega envolvimento. Saul recusa a se mover durante a troca de prisioneiros, mas Carrie o convence. No caminho de volta, o comboio com eles é atacado. Lockhart envia guardas da embaixada para o local e Dennis revela que é uma distração. Haqqani invade a embaixada pelo túnel subterrâneo. |              |                                           |                                  |                                   |                        |                  |                             |
| 46 | 10           | "13 Hours in Islamabad"                   | Dan Attias                       | Alex Gansa & Howard Gordon        | 7 de dezembro de 2014  | 4WAH10           | 1.95                        |
| Carrie e Saul sobrevivem ao ataque, mas ficam cercados. Martha e Lockhart se escondem numa sala-cofre, levando dados dos informantes da CIA no Paquistão. Haqqani mata e faz funcionários da embaixada reféns. Tasneem impede que Khan envie ajuda para Carrie. Lockhart entrega os dados e Haqqani foge. Os EUA cortam relações com o Paquistão. |              |                                           |                                  |                                   |                        |                  |                             |
| 47 | 11           | "Krieg Nicht Lieb"                        | Clark Johnson                    | Alexander Cary & Chip Johannessen | 14 de dezembro de 2014 | 4WAH11           | 2.11                        |
| Quinn encontra Haqqani e constrói uma bomba. Carrie tenta impedi-lo, sem sucesso. Um vídeo da morte de Aayan atrai manifestantes para o esconderijo de Haqqani. Quinn se mistura na multidão e instala a bomba, mas desiste de detonar ao ver Carrie. Ela então tenta matar Haqqani, mas é impedida por Khan que aponta ele com Dar Adal no carro. |              |                                           |                                  |                                   |                        |                  |                             |
| 48 | 12           | "Long Time Coming"                        | Lesli Linka Glatter              | Meredith Stiehm                   | 21 de dezembro de 2014 | 4WAH12           | 1.92                        |
| Carrie retorna para o funeral de seu pai e reencontra sua mãe. Quinn propõe ficar com ela e deixar a agência. Carrie busca respostas sobre a ausência de sua mãe. Ela decide ficar com Quinn, mas ele acredita que sua proposta foi recusada e parte para a Síria. Carrie confronta Dar Adal e descobre que Saul aceitou a oferta dele para voltar a CIA. |              |                                           |                                  |                                   |                        |                  |                             |

## Produção
O Showtime renovou a série para a quarta temporada em 22 de outubro de 2013. A produção e as filmagens começaram em junho de 2014 na Cidade do Cabo, África do Sul, representando o Oriente Médio e Islamabad. Nazanin Boniadi foi promovida ao elenco regular, após desempenhar um papel recorrente na temporada anterior.
Em junho de 2014, foram anunciados a escalação de Laila Robins, como membro do elenco regular da temporada, além de Corey Stoll, Suraj Sharma, Raza Jaffrey e Michael O'Keefe com papeis recorrentes. Em julho de 2014, Mark Moses, Nimrat Kaur e Art Malik foram anunciados em papeis recorrentes e de convidado, respectivamente.

## Recepção

### Críticas
No Metacritic, a temporada recebeu "críticas geralmente favoráveis", atingindo uma pontuação de 74 em 100 pontos, com base em 22 críticas. O agregador de críticas Rotten Tomatoes concedeu 81% de aprovação dentre 46 avaliações. O consenso diz que "Homeland está de volta ao topo, com uma energia renovada e foco não visto desde sua primeira temporada".
Verne Gay, da Newsday, deu à estreia da temporada uma nota "A+" e escreveu que o programa "parece tão fresco, importante e relevante quanto as notícias de ontem - ou as notícias de amanhã. Um começo inteligente e revigorante". Mary McNamara, do Los Angeles Times também notou a melhora da série e escreveu: "Os primeiros episódios são fortes, se não tão destrutivos quanto a temporada inaugural". O final da temporada foi bem recebido, com o Rotten Tomatoes dando ao episódio uma classificação de 100% baseada em 13 críticas, dizendo que "Subvertendo as expectativas, "Long Time Coming" faz um final inteligente, afiado e satisfatoriamente subjugado para uma excelente temporada de Homeland".

### Repercussão negativa
De acordo com uma reportagem do New York Post, diplomatas do Paquistão estavam irritados com a representação do país na quarta temporada. Nadeem Hotiana, porta-voz da Embaixada do Paquistão, disse: "Difamar um país que tem sido um parceiro próximo e aliado dos EUA é um desserviço não apenas aos interesses de segurança dos EUA, mas também ao povo dos EUA". Uma fonte foi citada dizendo: "Islamabad é uma cidade tranquila e pitoresca com belas montanhas e vegetação exuberante. Em Homeland, é retratada como um buraco infernal e zona de guerra onde tiroteios e bombas explodem com cadáveres espalhados. Nada está mais longe da verdade".
Os diplomatas notaram falhas na representação de Islamabad, incluindo a falta de vegetação, visto que a Cidade do Cabo foi usada para simular a capital paquistanesa. Também houve insatisfação com o retrato do tratamento ao terrorismo no Paquistão: "Insinuações repetidas de que uma agência de inteligência do Paquistão é cúmplice na proteção dos terroristas às custas de civis paquistaneses inocentes não é apenas absurdo, mas também um insulto aos sacrifícios finais dos milhares de seguranças paquistaneses na guerra contra o terrorismo". Um artigo de opinião escrito por Laura Durkay no The Washington Post, criticou a série por perpetuar estereótipos culturais e Islamofobia.

### Prêmios
Nos Prémios Globo de Ouro de 2015, Claire Danes foi indicada a melhor atriz em série dramática. Na 21.ª edição do Screen Actors Guild, recebeu indicações em três categorias de drama: melhor elenco, melhor atriz (Danes) e melhor elenco de dublês. Lesli Linka Glatter venceu a categoria de melhor direção em série dramática na 67.ª edição do Prêmio Sindicato dos Diretores da América pelo episódio "From A to B and Back Again", enquanto Dan Attias foi indicado na mesma categoria pelo episódio "13 Hours in Islamabad".
Na 5.ª edição do Critics' Choice Television, a temporada recebeu duas indicações: melhor série dramática e melhor ator coadjuvante em série dramática (Mandy Patinkin). Na 67.ª edição do Emmy do Primetime, a temporada recebeu indicações em 5 categorias dramáticas: melhor série, melhor atriz (Danes), melhor ator convidado (F. Murray Abraham), melhor direção (Lesli Linka Glatter, pelo episódio "From A to B and Back Again") e melhor mixagem de som em série de comédia ou drama (pelo episódio "Redux").